# Waltteri Väyrynen
Waltteri Vayrynen (Helsinki, 5 luglio 1994) è un batterista e compositore finlandese, noto per la sua militanza in gruppi quali Opeth e Paradise Lost, e per la sua attività di turnista, nella quale ha avuto modo di collaborare con i più noti artisti rock scandinavi..

## Biografia
Iniziata la sua attività come sessionman nel 2011, è stato batterista dei Paradise Lost dal 2016 al 2022.
Nel 2020 si è unito ai Bodom After Midnight, mentre dal settembre 2022 è membro degli Opeth. Nel 2016 pubblica il suo primo disco solista, Face Your Demons, in collaborazione con la cantante Eilera.

## Discografia parziale

### Solista
- 2016 - face Your Demons
- 2019 - Abandon of Faith

### Con gli Opeth
- 2024 – The Last Will and Testament

### Con i Paradise Lost
- 2017 – Medusa
- 2020 – Obsidian

### Con i Bodom After Midnight
- 2019 - Paint The Sky With Blood

### Collaborazioni
- 2010 - Origin - The Hypotesis
- 2013 - Tears on Tape - Him
- 2014 - Collateral Damage - Wargasms
- 2015 - Fear Those Who Fear Him - Vallenfyre
- 2018 - Megalohydrothalassophobic - Abhorrence